# Malenický pramen
Malenický pramen je přírodní památka ležící 1,5 kilometru jihozápadně od obce Dražeň v okrese Plzeň-sever v Plzeňském kraji. Ochrana území byla vyhlášena 8. prosince 2010 a jeho správu zajišťuje Krajský úřad Plzeňského kraje. Celková rozloha chráněného území činí 0,17 hektaru. Ochranné pásmo lokality je vyhlášeno na ploše o velikosti 0,42 hektaru.
Předmětem ochrany je pramenný vývěr železité vody a terasovité přehrážky vzniklé v souvislosti s dobýváním kyzových břidlic. Důraz je zde kladen také na podporu přirozené skladby lesních porostů v lokalitě a zvýšení jejich prostorové, druhové a věkové diverzity.

## Historie
Přesné datum vzniku osídlení na Malenici není známo. První zmínky o lokalitě lze dohledat ve třetím vojenském mapování. Roku 1856 zde firma Johanna Davida Starcka otevřela důl Frisch Glück (Jaré štěstí), v němž probíhala těžba vitriolových břidlic. Surovina byla po hrubém protřídění odvážena do Kaznějova k výrobě jímavé kyseliny sírové v olověných komorách. Pamětní kniha obce Dražeň uvádí též využívání místních důlních vod k přípravě fasádních barev. 

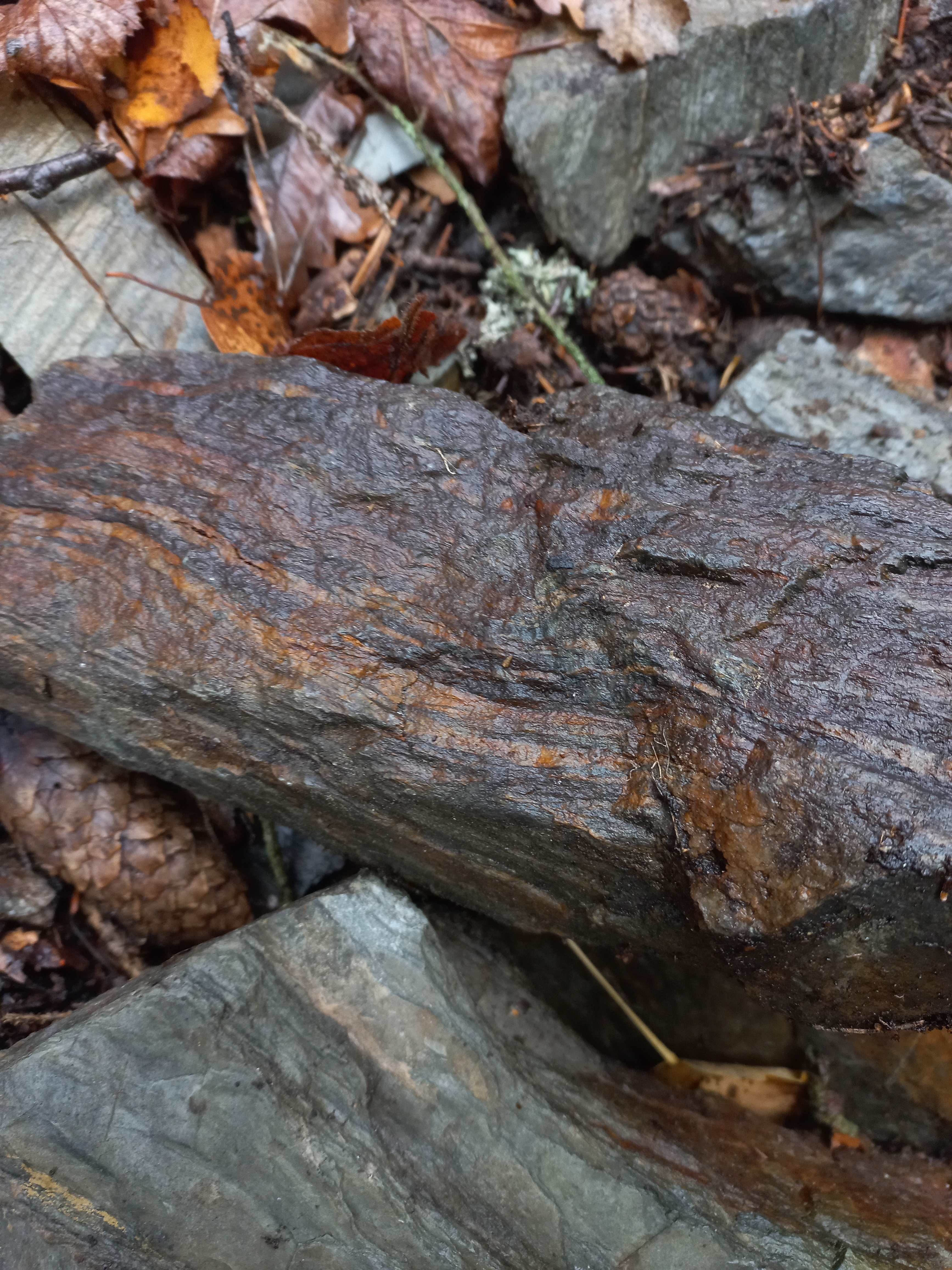
Vitriolová břidlice

V 19. století zde také byla vystavěna chalupa čp. 32, kde byl ubytován důlní dozorce. Stavení je zde uváděno již při reambulaci map stabilního katastru roku 1878. Roku 1888 byla k areálu dolu přistavěna prádelna vybavená stoupovnou s vodním pohonem, ve které byla vytěžená hornina drcena a tříděna. Těžba se však postupně stala nerentabilní a upadá. Důl je definitivně uzavřen v padesátých letech 20. století. Se smrtí posledního správce pak během sedmdesátých let zanikla i správcovna.
Rozsah těžby není znám. Dobová dokumentace neexistuje a literární prameny se různí. V pamětní knize obce Dražeň je uváděna délka štoly 200–300 metrů, Kratochvíl však uvádí délku štoly 175 metrů. Při průzkumu štoly V. Forejtem v roce 2007 byl na jejím konci objeven zatopený vstup do nižší části dolu. Není tedy vyloučena ani existence více těžebních pater. 
Štola je kompletně zatopená a ze vstupu vyvěrají důlní vody. O padesát metrů dále se stojí torzo obvodových zdí objektu správcovny. Objekt prádelny a drtírny pyritu, který se nacházel asi 100 metrů po proudu potoka od samoty je již v potoční nivě pouhým okem nerozeznatelný.

## Přírodní poměry
Přírodní památku tvoří kaskádovitý vývěr vod nacházející se ve strmém údolí Dražeňského potoka, který protéká jeho středovou částí. Samotný vývěr se nalézá v severní části a je tvořen pěti průtočnými tůněmi. Jižní hranici území tvoří lesní cesta vedoucí z Loman k samotě Chaloupky.

## Geologie
Lokalita je součástí Českého masivu, oblasti Bohemika, regionu Barrandien. Horninové podloží zde tvoří neoproterozoické chlorit-sericitické fylity střídající se s drobami a metamorfovanými břidlicemi.
V okolí samoty Malenice jsou fylity pyriticky impregnovány v šest metrů mocném ložisku. Z této mocnosti prý připadá 0,7 metru na celistvou rudu a zbytek je tvořen tzv. kanafasem – střídáním pyritických proužků s jalovými. Ložisko bylo v geologické minulosti několikrát tektonicky posunuto. Jeho jižní hranice se nachází u samoty Chaloupky. Odtud pokračuje přibližně 1400 metrů na severovýchod. V úzkém pásu kolem potoka se pak nacházejí kvartérní fluviální sedimenty.

## Hydrologie

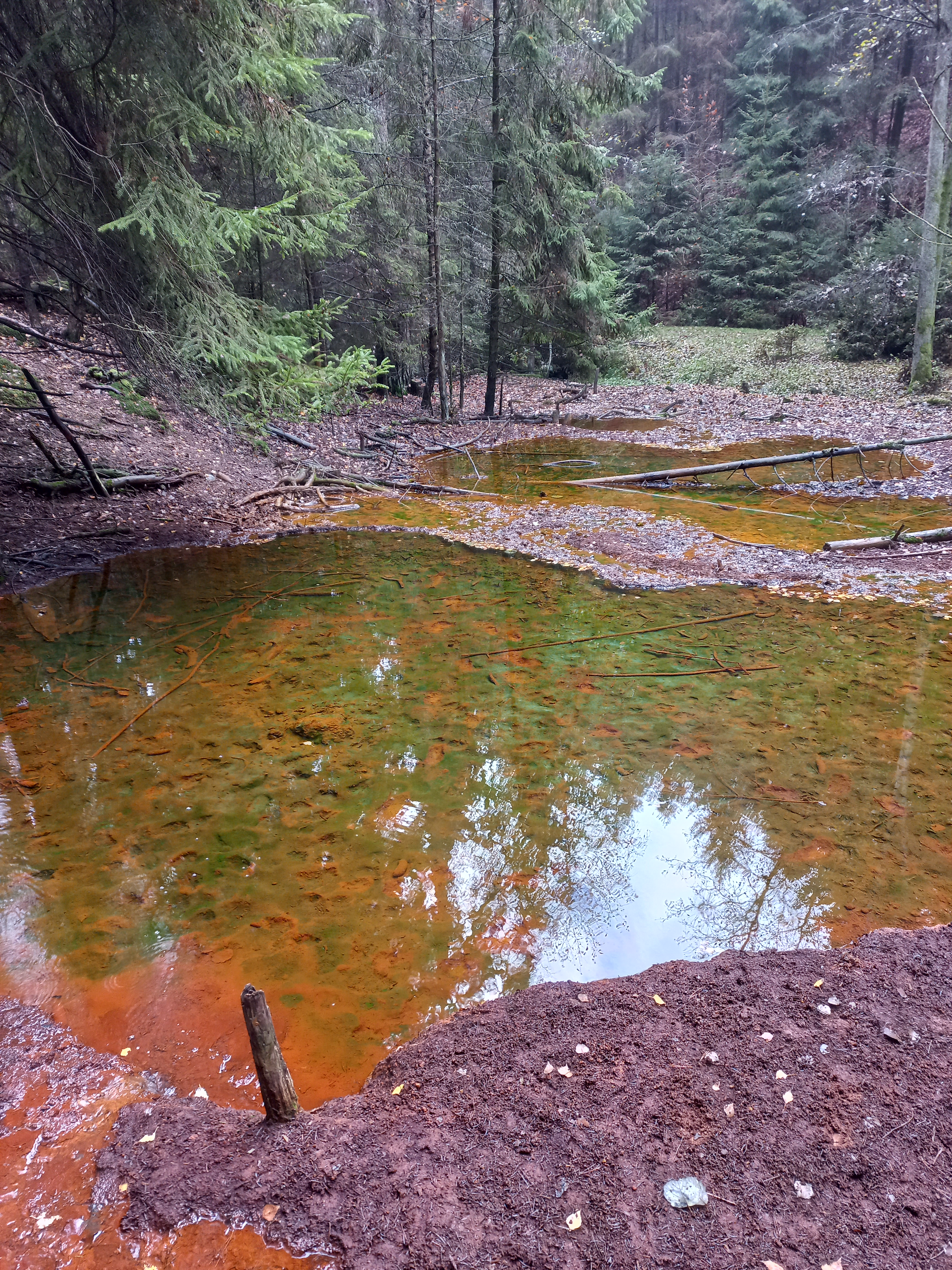
Pohled na tůně od vývěru

Lokalita náleží do hydrogeologického rajónu Krystalinikum, proterozoikum a paleozoikum v povodí Berounky. Území spadá do povodí Dražeňského potoka, který je přítokem Střely.[nenalezeno v uvedeném zdroji]
Pramenný vývěr je vázán na existenci hydrogeologického puklinového kolektoru v hloubce do deseti metrů pod povrchem. Vznik tohoto kolektoru je spjat s přirozeným zvětráváním břidlice. K jeho odvodňování dochází gravitačně drenážní bází Dražeňského potoka. Část srážkových vod zde tedy zasakuje po systému zlomů pod úroveň přípovrchového zvětrávání hornin, až do horninového podloží, kde je minerálně obohacována a zpětně vyvěrá na povrch.
Lokalita se nevyskytuje v ochranných pásmech vodních zdrojů. Vydatnost pramene činí cca 0,5 l/s.

### Vlastnosti vody
Vlastnosti vody ovlivnila těžba kyzových břidlic, která probíhala v 19. století. Voda je čirá, bez zápachu, s pH 3,14. Teplota pramene se pohybuje okolo 8,4 °C a celková mineralizace je 0,84 g/l. V prameništi se voda vyznačuje oranžovohnědým zbarvením. To je způsobeno velmi výrazným minerálním obohacením v prostředí algonkických kyzových břidlic. Charakteristický je vysoký obsah železa. To se zde vyskytuje v koncentraci až 70,64 mg/l, a tím překračuje 35násobně povolený limit daný Nařízením vlády č. 61/2003 Sb. Dalšími limit překračujícími složkami jsou ionty hlinité, zinečnaté, manganaté a sírany.        

## Podnebí
Území se dle Quitta řadí do mírně teplé oblasti s normálou ročních srážkových úhrnů 501–600 milimetrů za období 1961–1990 a průměrná roční teplota za toto období činí 7,1–8 °C.

## Biota
Vzhledem k malé rozloze chráněného území jsou společenstva organismů silně ovlivněna okolním lesem. Skladba rostlinných společenstev na území Malenického pramene je, jakožto i v celém Malenickém údolí, silně ovlivněna předchozím hospodářským využíváním lesních porostů. Dominantním druhem je sice smrkem ztepilým, ale oproti okolním hospodářským lesům jsou více zastoupeny i jinak mnohdy minoritní dřeviny. V plánu péče je uveden charakter přírodě blízkého lesa.
Diverzitu zde zvyšuje hluboký, místy až kaňonovitý charakter údolí. Zhoršen je též přístup dřevařské techniky. Jediná do údolí vedoucí cesta bývá často podmáčená a především v blízkosti potoka se dřevo netěží. Popadané kmeny se tak stávají biotopem pro mechová a houbová společenstva.
V minulých letech se v Malenici tak jako na mnoha dalších místech v okolí vyskytl lýkožrout smrkový.  Zastoupení smrku v porostu zde tedy pozvolna klesá.

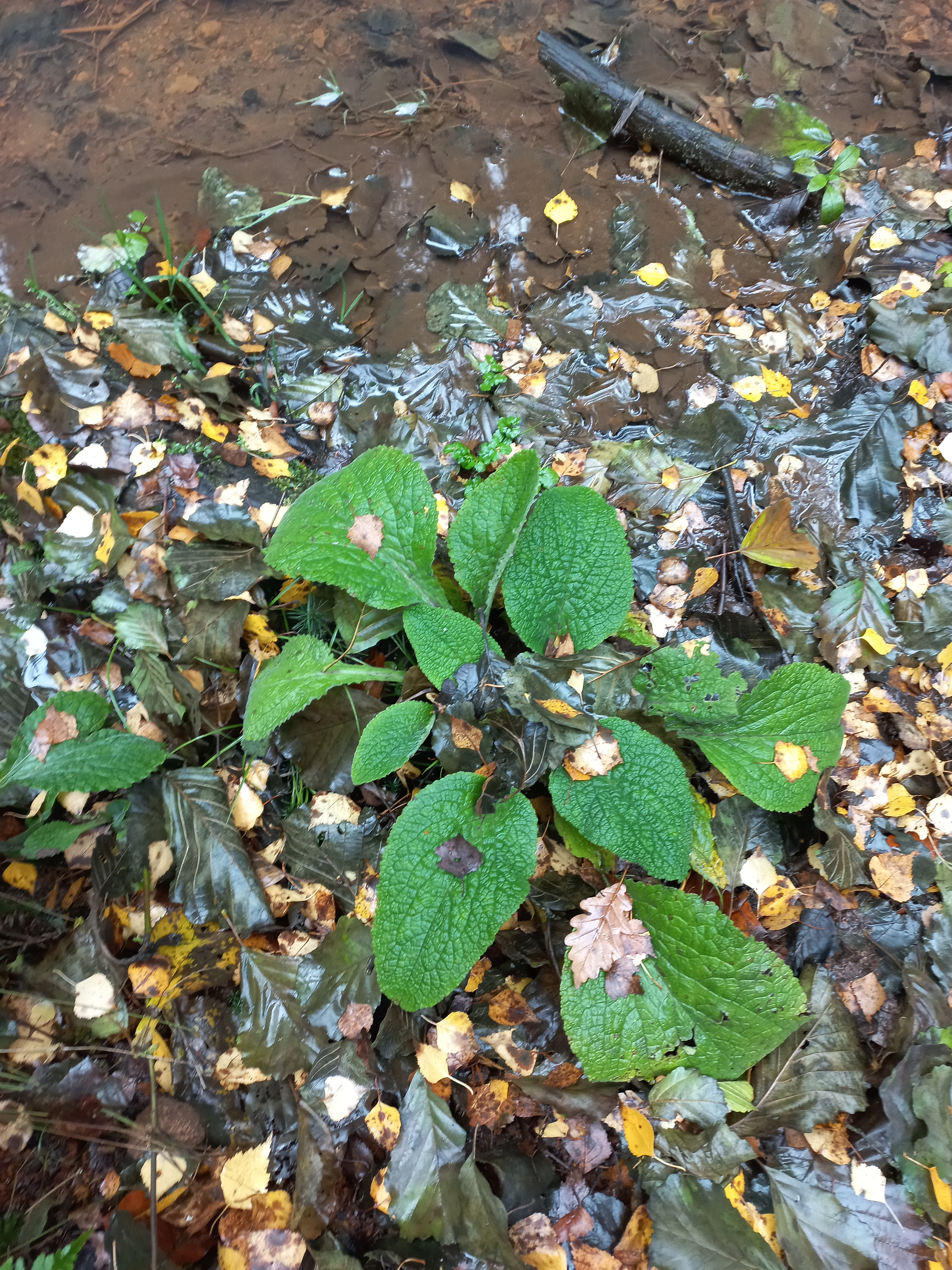
Náprstník červený
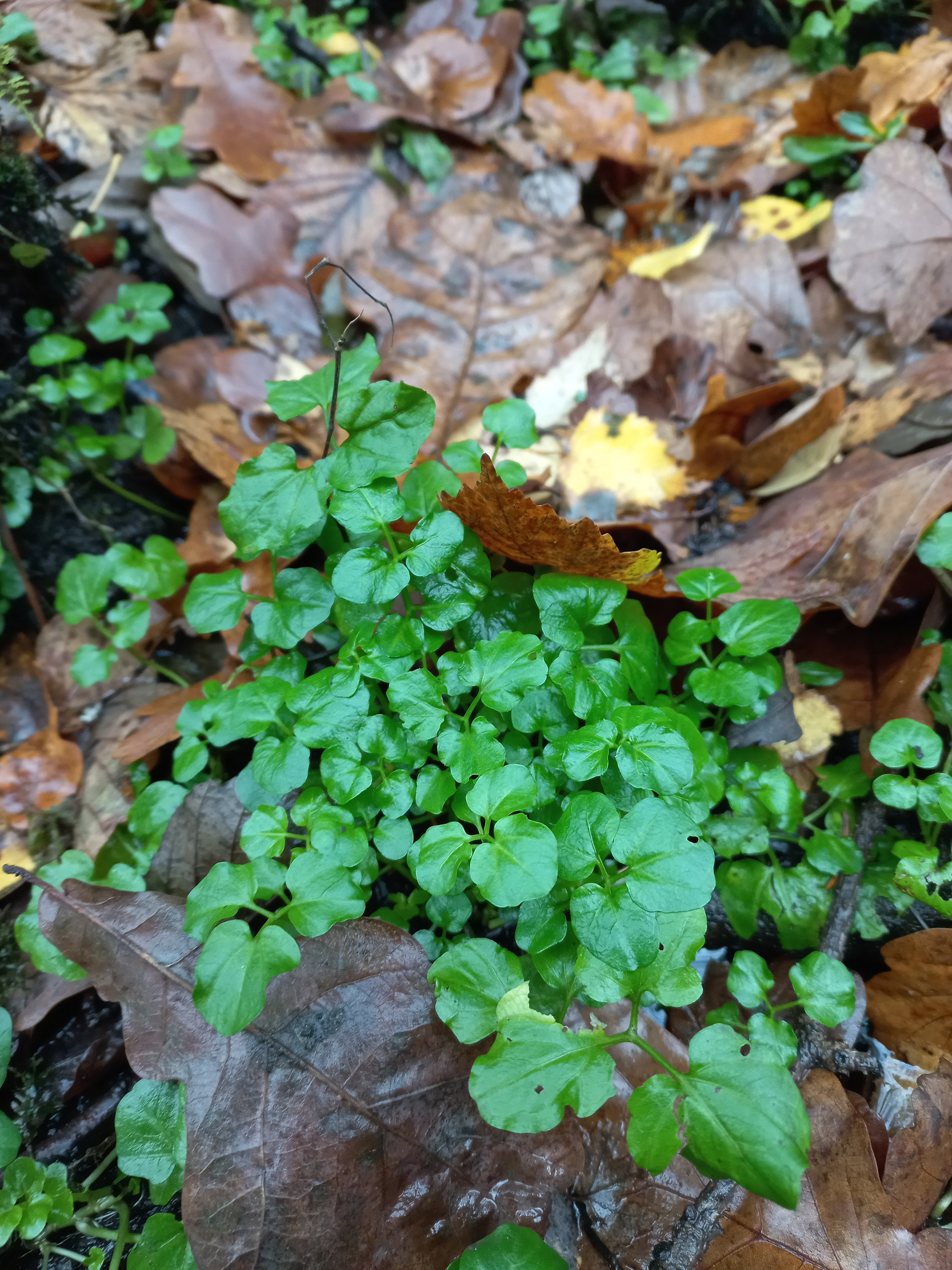
Řeřišnice hořká
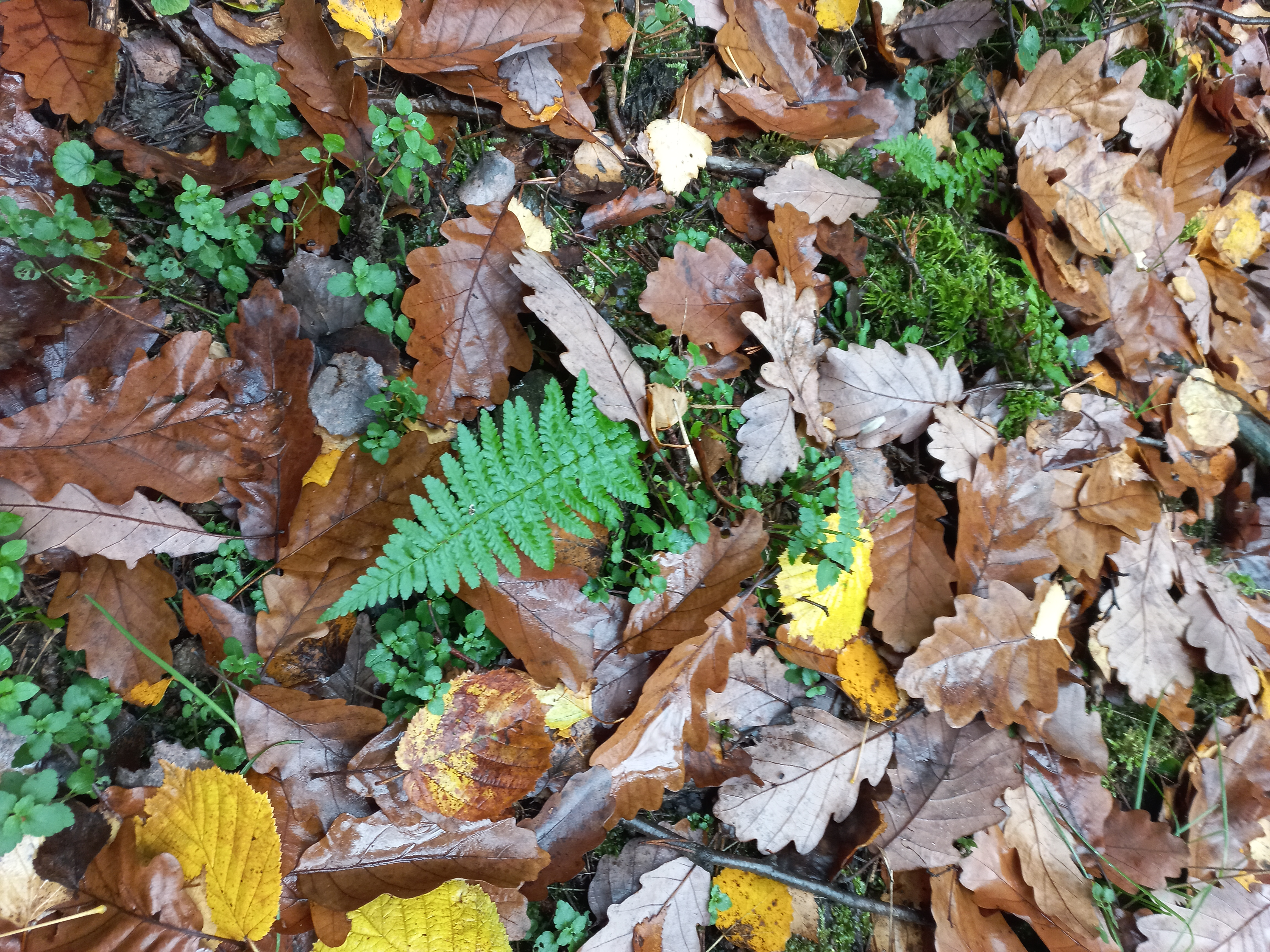
Kapraď samec a rozrazil perský

### Houby

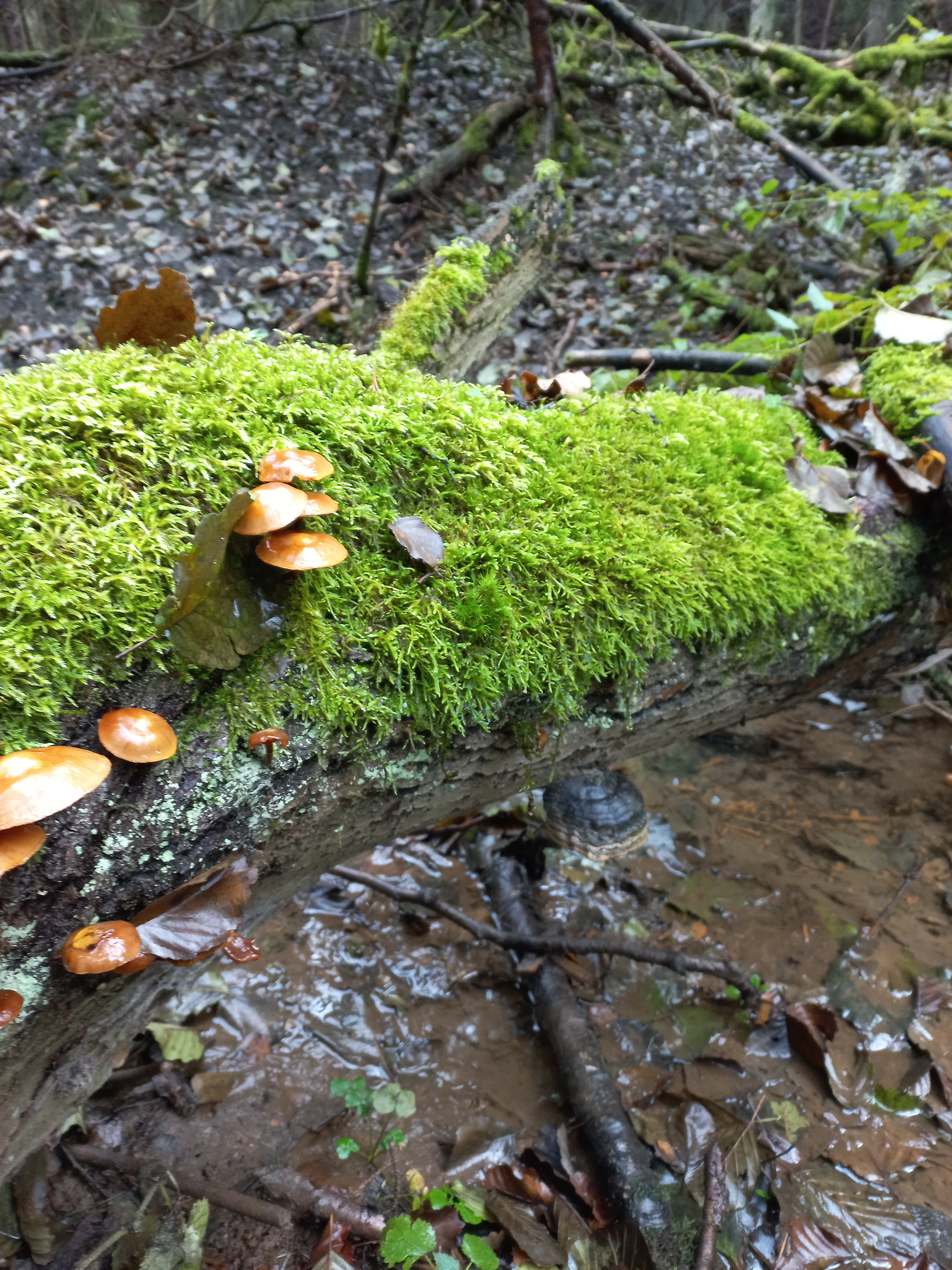
Houbová a mechová společenstva na padlém kmeni

Z mykologického hlediska je nejvýznamnějším zdejším prostředím mrtvé dřevo. Vhodnou niku zde nachází např. opěnka měnlivá (Kuehneromyces mutuabilis) nebo dřevnatka parohatá (Xylaria hypoxylon). Zvláště rozmanitá je pak diverzita chorošotvarých. Na poměrně malém území se tak lze setkat s bělochorošem modravým (Postia caesia), troudnatcem kopitovitým (Fomes fomentarius), troudnatcem pásovaným (Formitopsis pinicola) či měkkoušem kadeřavým (Plicaturopsis crispa).

### Mechy
Vzhledem k vlhkému charakteru lokality je v blízkosti potoka výrazně vyvinuto mechové patro. Vyskytují se zde běžné druhy mechů jako ploník ztenčený (Polytrichum formosum), ploník obecný (Polytrichum commune), či děrkavka poduškovitá (Grimmia pulvinata). Nárosty na mrtvém dřevě jsou pak dominovány rokytem cypřišovitým (Hypnum cupressiforme).  Na pravém břehu potoka se také nacházejí výrazné nárosty játrovky Plagiomnium cuspidatum. Naopak levý břeh je především v okolí limonitických teras vegetace téměř prostý.

### Bylinné patro
V důsledku druhové skladby zdejších dřevin je bylinné patro poměrně chudé. Poblíž potoka nalézáme jak prameništní vegetaci, zastoupenou řeřišnici hořkou (Cardamine amara), tak běžné druhy vlhkých dusíkem bohatých stanovišť jako kakost smrdutý (Geranium robertianum), pryskyřník plazivý (Ranunculus repens), pomněnka lesní (Myosotis sylvatica), šťavel kyselý (Oxalis acetosella), česnáček lékařský (Alliaria petiolata), či kapraď samec (Dryopteris filix-mas). Lze se zde setkat i s invazními druhy jako jahodkou indickou (Duchesnea indica) nebo náprstníkem červeným (Digitalis purpurea).

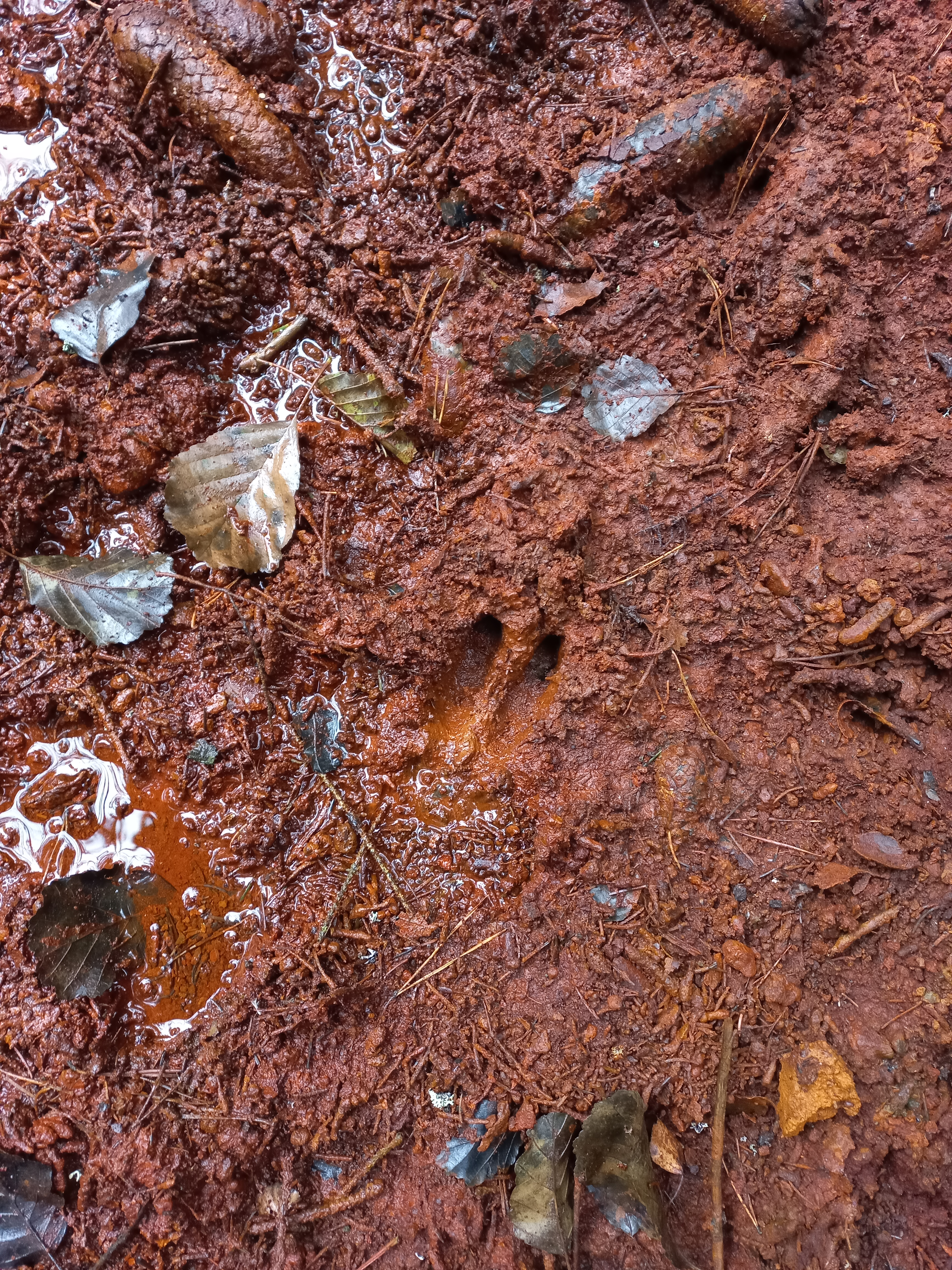
Stopa jelena siky v prameništi

### Stromy
Dominantně zastoupen je smrk ztepilý (Picea abies). Na strmých svazích rostou porosty smíšené s borovicí lesní (Pinus sylvestris). Naopak v potoční nivě je více zastoupena olše lepkavá (Alnus glutinosa) a bříza bělokorá (Betula pendula). Na pravém břehu potoka za cestou se nacházejí i buko-dubové porosty.

### Fauna
V oblasti se vyskytují běžné lesní druhy ptáků. Z pěvců zde můžeme potkat brhlíka lesního (Sitta europaea), králíčka obecného (Regulus regulus), kosa černého (Turdus merula), drozda brávníka (Turdus viscivorus), šoupálka dlouhoprstého (Certhia familiaris), či sojku obecnou (Garrulus glandarius). Z ohrožených druhů se zde vyskytuje krkavec velký (Corvus corax). Vzrostlý les poskytuje útočiště strakapoudu velkému (Dendrocopos major).
Ze savců stojí za zmínku výskyt invazního jelena siky japonského, který vytváří škody na místních porostech a ztěžuje přirozenou obnovu lesa.

## Přístup
Údolím vede naučná stezka Ludvíka Očenáška, která je dlouhá třináct kilometrů a se svými třinácti zastávkami prochází mezi Plasy a Dolní Bělou. Je vedena po zelené turistické značce. Na začátek se lze dopravit vlakem do Plas a pokračovat od vlakové stanice zhruba sedm kilometrů k Malenickému prameni. Stezka je vhodná nejen pro pěší, ale i pro cyklisty, vozíčkáře či jezdce na koni.  Nejbližší autobusová zastávka se nachází v obci Dražeň. V blízkosti památky vedou cyklistické trasy Baroko II a 35A.  Přístup k prameni je celoroční.

## Ochrana přírody
Prioritním zájmem ochrany území je zachování terasovitého pramenného vývěru. Dlouhodobým cílem managementu je pak zvýšení zastoupení dřevin přirozené skladby a redukce zastoupení smrku ztepilého. K tomuto účelu byla v místě prováděna probírka náletu. Těžba dřeva se omezuje pouze na asanaci aktivního kůrovcového dřeva s využitím šetrných technologií. Území je běžně myslivecky obhospodařováno.